# Албуньол
Албуньол (на испански: Albuñol) е населено място и община в Испания. Намира се в провинция Гранада, в състава на автономната област Андалусия. Общината влиза в състава на района (комарка) Коста Тропикал. Заема площ от 63 km². Населението му е 6998 души (по данни от януари 2017 г.). Разстоянието до административния център на провинцията е 113 km.

## Демография
| 1930 | 1940 | 1950 | 1960 | 1970 | 1981 | 1991 | 2001 | 2005 | 2011 | 2017 |
| ---- | ---- | ---- | ---- | ---- | ---- | ---- | ---- | ---- | ---- | ---- |
| 7608 | 8225 | 8058 | 7385 | 6589 | 5530 | 5336 | 5784 | 6215 | 6610 | 6998 |

## Известни личности
- Сесилио де Рода (1865 – 1912), испански музиковед, роден в Албуньол.